# Ремзавод (район Чернигова)
Ремзавод (укр. Ремзавод) — жилой массив, исторически сложившаяся местность (район) Чернигова, расположена на территории Деснянского административного района.

## История
По данным топографической карты 1943 года, на территории современного района был расположен колхоз Коты (по названию села), восточнее современного проспекта Мира примыкали сады.
2-этажные квартирные дома были построены в послевоенный период для работников предприятий «Октябрьский молот» (5 домов на углу современных проспекта Мира и улицы Кошевого,  4-этажный дом и 2-этажный дом севернее предприятия) и «171-й завод» (3 дома на улице Кошевого)
В начале 1970-х годов здесь были несколько 2-этажных квартирных домов и общежития. Жилой массив застраивался 5-этажными домами в 1970-е года на месте садов для работников близлежащих предприятий машиностроительной промышленности ремонтно-механический завод «Октябрьский молот», также «Черниговский завод автомобильных запасных частей». Название района связано с предприятием ремонтно-механический завод «Октябрьский молот». В 1975 году была построена школа № 28 (проспект Мира, дом № 207 А), также были построены детские сады, отделение связи. В 1980-е годы были построены 9-этажные дома (например, дом № 6 улицы Волковича — 1985 год, дом № 10 — 1989 год). В 1990 году была построена школа № 33 (проспект Мира, дом № 207 Б). 

## Территория
Район Ремзавод  расположен в северной части Чернигова. Застройка района многоэтажная жилая (преимущественно 5-этажные дома, частично 9-этажные дома), также присутствует малоэтажная жилая (2-этажные дома по улице Кошевого). Внутри жилой застройки расположены учреждения обслуживания (школы, детсады). 
На севере к району примыкают индивидуальная застройка (частные дома) и территория Черниговской областной клинической больницы и диспансер, юге — улица Олега Кошевого, западе — нежилая застройка, востоке — спецтерритории (военная часть). 
Расположены предприятия «Октябрьский молот» (проспект Мира, 194) и 171-й завод (улица О. Кошевого, 1).
Завод «Октябрьский молот» занимался производством узлов, деталей и принадлежностей для автомобилей и их двигателей. Сейчас предприятие специализируется на управлении недвижимым имуществом за вознаграждение или на основе контракта. 
На территории 171-го завода, кроме самого предприятия, размещены предприятия «Десна-Авто», «Ремсервис». На территории завода «Октябрьский молот» расположены торговые точки.

### Улицы
Проспект Мира, улицы Волковича, Олега Кошевого.

## Социальная сфера
Есть школы (№28, 33), детские сады (№53, 59). Есть магазины, рынок «Полесье», отделение связи (№29)

## Транспорт
- Троллейбус: 3, 4, 9, 9а, 10
- Автобус: маршруты 2, 2А, 22, 24, 26, 30, 33, 42

Маршруты троллейбусов связывают район с историческим центром, Бобровица, Бобровицким жилмассивом, ж/д вокзалом, предприятиями «Сиверянка», «Черниговский автозавод», «Химволокно».